# Tradition Feri
Pour les articles homonymes, voir FERI.
La Tradition Feri (parfois épelée Féerie, Faerie, on y fait aussi référence en tant que Anderson Feri) est une tradition orale initiatique de la sorcellerie moderne. Elle a été fondée sur la côte ouest des États-Unis entre les années 1950 et 1960 par Victor Henry Anderson et son épouse, Cora Anderson.
Il s'agit d'une tradition extatique, insistant sur l'état d'extase, plutôt que sur la fertilité. Elle émerge des enseignements du poète Victor Anderson et de son épouse Cora. On y insiste fortement sur l'expérience et la conscience sensuelles, y compris le mysticisme sexuel, ce qui n'est pas limité à l'expression hétérosexuelle. Parmi les spécificités de la Tradition Féerique, on trouve l'utilisation d'un pouvoir spécifique ou d'un courant énergétique, qui caractérise le lignage de cette tradition. Les sorcier(e)s Feri se considèrent souvent comme des "Fé(e)s" : en dehors des définitions sociales, sur la route vers le Pays de Féerie. Ils croient que la réalité est en grande partie invisible, ou que ses frontières sont tout au moins incertaines.
Au sein de la tradition, il y a un profond respect de la sagesse de la nature, un amour de la beauté ; la créativité en poésie celtique y est appréciée. Les enseignements centraux reconnus par beaucoup de branches de la tradition[évasif] incluent les concepts des Trois Âmes et du Cœur Sombre de l'Innocence, les outils que sont les Pentacles de Fer et de Perle, ainsi qu'une conscience de l'écologie énergétique, qui exhorte les praticiens à ne jamais gaspiller leur pouvoirs énergétique, et insiste sur les techniques de transmutation de l'énergie négative en une forme plus pure, plus utile de manière à pouvoir être demandée et stockée. Des expériences de transe et de connexion personnelle au Divin sont au cœur de ce chemin spirituel, ce qui conduit à un large éventail de pratiques, par le biais du corps élargi de la tradition. Les pratiques et connaissances sont en grande partie secrètes et ne sont transmises qu'aux étudiants et aux initiés ; cependant beaucoup d'outils ont été rendus disponibles au public au cours des dernières années, sur internet et ailleurs.
La Tradition Feri n'est pas considérée comme une tradition de la Wicca,.
La Pictish Wicca Ou tradition des fées, aussi appeler Druidisme Orthodoxe D’Écosse, ou Pictish Druidisme. Certains Druides de la Wicca celte de Glastonbury, ou Druides de la Gaelic tradition d'Irlande, pensent que la Pictish wicca est une branche de la wicca celte qui s'est développée en Écosse au début du Moyen Âge. La Pictish wicca est une pratique qui associe différentes traditions issues des peuples qui ont influencé l’Écosse. Cette forme de wicca est surtout populaire en Grande-Bretagne (Écosse) et au Canada. Il y a un débat autour de cette tradition au sein de ceux qui la pratiquent, qu'ils soient Druides ou Warlocks peu importe le courant (tradition) qu'ils suivent. Certains affirment que cette tradition n'est pas comme les autres formes de wicca, que c'est le druidisme de l’Écosse et n'a donc rien à voir avec les autres formes de la wicca (car c'est très polythéiste) et d'autres que bien que certaines pratiques druidiques et de l'asatru comme les blòts ne sont pas wiccanes, dans sa forme, sa façon de faire de la magie ou de tracer les cercles ça reste de la wicca.

## Traditions
- NORTHERN ISLES TRADITION : Cette tradition de la Pistish Wicca associe le Druidisme et l'Asatrù ou l'Odinisme. Les Dieux Celtes Gaéliques et Brittoniques sont honorés au même titre que les Dieux Nordiques. Les Druides de cette tradition doivent trouver l'équilibre juste entre Druidisme et Asatrù.

- PECTI WITA : Parfois on utilise ce nom pour Pictish Wicca. C'est une pratique Pré-Celtique et Celtique qui associe les Dieux Pictes comme la Déesse Shoney aux Divinités des Scots, Soit les Dieux Gaéliques d'Irlande.

- PICTISH WITCHCRAFT : C'est une tradition développée en Écosse, Solitaire, très rarement en groupe ou alors en petit groupe 3 ou 4 personnes

Les adeptes de la Pictish witchcraft (ou Scottish witchcraft) tradition ne sont pas Druides, mais Sorciers et sorcières, soit : "Warlock" en Scots ou "Warloch" en Gaelique. Cette tradition honore surtout les animaux, les plantes, les pierres et la nature. Le choix des divinités est laissé libre au warlock.
- CALENDONII TRADITION : C'est une tradition de la Pictish wicca qui associe les Dieux Celtes d'Irlande, D’Écosse et parfois du pays de Galles aux Dieux Romains. L'étude du Latin ou du Grec fait partie de cette tradition.

- HECATINE TRADITION : C'est une tradition presque identique a la Calendonii, ou le culte est associé a Hécate, aux Dieux Celtes et Nordiques.

- DRUIDIC FEMALE TRADITION Ou DRYAD TRADITION : C'est une tradition féministe des Druidesses D’Écosse, les Esprits de la Nature et surtout les Fées ont un rôle essentiel dans cette tradition et dans ses pratiques. Et il presque pas d'homme dans ce courant druidique..

## Pratiques et croyances
Plusieurs des pratiques et croyances au sein du corpus élargi de la Tradition Feri sont pratiquement universelles
Dans le druidisme écossais, le druide pratique le chamanisme celtique (ou pré-celtique) et des formes de magies et de chamanismes issus de la culture viking comme le seidr ou le galdr. Le lien avec la terre doit être le plus fort possible et privilégié pour que le druide puisse communiquer avec les esprits de la nature, des ancêtres et les Dieux. La Pictish Wicca possède différent courants ou traditions:.

### Pratiques et croyances Feri wicca
- Les Trois Âmes. Comme dans la Huna, de laquelle le concept dérive, la Feri postule l'existence de trois âmes séparées mais cependant interdépendantes comme faisant partie de la structure naturelle psychique de l'être humain. Bien qu'une multitude de noms différents soient utilisés pour les décrire, on les appelle parfois la "capture", le "parleur" et le "moidivin". Le parleur est conscience de soi et traite le langage, la pensée rationnelle, la collection et la dispersion des connaissances. C'est la première ligne de communication avec les autres[7]. La capture est émotionnelle, préverbale, primale et enfantine. Elle est impliquée dans la génération et le stockage de l'énergie, et l'habillage des souvenirs, elle est la première à éprouver les émotions profondes telles que la peur ou le fait de tomber amoureux. Finalement, le "moi divin" est la partie éternelle des humains, une connexion directe à la "Déesse". On dit que le "parleur" ne peut pas s'adresser directement au "moi divin" comme ils ne parlent pas le même langage; c'est pourquoi les Feris approchent "le moi divin" par le biais de la "capture", en utilisant le symbolisme (art, poésie, musique, visualisations, etc.) Une pratique centrale de la Feri est d'aligner les trois âmes de sorte qu'elles puissent communiquer librement, garantissant au praticien une connaissance plus approfondie de leur propre moi divin et de la Déesse.

- Le Pentacle de Fer. Un outil symbolique et énergétique qui est utilisé pour aider le praticien à se réaligner et à se purifier par rapport à certains concepts avec lesquels la culture dominante a souvent une relation malsaine. Les sommets du Pentacle sont Sexe, Fierté, Ego, Pouvoir et Passion; on médite de diverses façons sur chacun d'eux, afin de conduire la conscience du praticien vers une plus profonde compréhension du moi[8].

- Le Pentacle de Perle[9]. Un autre outil énergétique qui reprend l'essence du Pentacle de Fer (qui est le microcosme du Moi) et l'élargit à l'extérieur (macrocosme). Les sommets du Pentacle de Perle sont Amour, Loi, Connaissance, Pouvoir ou Liberté (cela dépend des lignées mais les deux sont valables) et la Sagesse[10]. On comprend que les deux pentacles sont en fait le même vu sous une perspective différente.

- Le Cœur Noir de l'Innocence. L'être humain, dans son état naturel, n'est pas entravé par les restrictions de la société. Le cœur noir est primal, sexuel, honnête et innocent; certaines lignées enseignent que son noyau brûle de féroce compassion. On enseigne que le Cœur Noir n'est réalisé qu'après un travail sur soi effectué avec diligence, il prend chair quand les points des pentacles de fer et de perle sont purifiés et en équilibre.

## Les Divinités de la Tradition Feri
On affirme souvent que tous les dieux sont des dieux Feri. et cette vérité est un des paradoxes de la tradition. Tandis que certaines lignées insistent spécialement sur certaines divinités ou panthéons, il n'y a pas un seul panthéon qui soie universel parmi les Feri. Cependant, dans la plupart des lignées de la tradition, on accorde une importance spéciale à certaines divinités :
- La Déesse Étoile est la déité centrale de la Feri. On y fait parfois référence comme "Dieu elle-même". Il/Elle est le point androgyne de toute création, la lumière qui a divisé le néon originel, l'intelligence du Grand Vide. La croyance Feri affirme que c'est d'elle que toute chose émerge, et que c'est à elle que tout retourne.

- Les Jumeaux Divins sont les enfants de la Déesse Étoile et peuvent se manifester comme une paire masculine/féminine ou un couple de même sexe de l'un ou l'autre genre[12]. Ensemble, ils peuvent représenter soit le pouvoir de la complémentarité ou celui de la résonnante. Dans la théologie Feri, ils constituent un couple sexuellement actif, quel que soit leur genre. On dit que chacun peut réaliser les fonctions de l'autre et peuvent fusionner ensemble aussi aisément que des flammes de bougie fusionnant en une seule.

- On dit fréquemment que le  Dieu Bleu est le premier à être né de la déesse. parfois on le voit comme étant un des jumeaux divins, bien que cela varie selon les lignées. Il est l'esprit de la jeunesse et de l'érotisme et apparait souvent comme une figure masculine androgyne à la peau bleue et portant des plumes de paon dans les cheveux[13]. Il est apparenté à l'ange Yazidi Melek Taus et d'ailleurs certaines lignées de la Feri voient les deux comme un seul être. On dit d'un de ses noms, "Dian y Glas" (qui signifie Dian le Bleu), qu'il est un nom Feri pour le moi divin et en tant que tel certains voient le dieu bleu comme le moi divin collectif de l'humanité personnifié.

D'autres divinités peuvent être vénérées, selon les lignées de la Feri. Certains utilisent le lemniscate (le symbole de l'infini) comme un glyphe cosmologique pour décrire les sept divinités principales de la tradition. Dans ce système, on enseigne que tous les dieux et les déesses peuvent être placés quelque part sur le glyphe, soulignant l'aphorisme Feri cité ci-dessus "tous les dieux sont des dieux feri".

## Lignées et Enseignants de la Tradition Feri
- Victor Anderson était un poète aveugle et un chaman, il commença à enseigner la Tradition Feri (que l'on connaissait alors sous le nom de Vicia ou simplement sous celui de "Le Pouvoir") plus ou moins dans sa forme moderne dans les années 1940. Il commença à initier des gens dans la Tradition sur une base individuelle avant les années 1950. Selon Cora Anderson, Victor reçut une lettre en 1960 de plusieurs sorciers d'Italie, avec parmi eux Leo Martello, lui demandant de former un coven en Californie. Victor enseigna ouvertement pendant plusieurs décennies avant de décéder en 2001[14].

- Gwydion Pendderwen, héritier du pouvoir d'Anderson, travailla avec lui dans les années 1950 et 1960 à aider à publier le livre de Victor "les Épines de la Rose de Sang". Gwydion amena le nom "Faery", transformé plus tard en Feri, pour éviter toute confusion avec d'autres groupes utilisant des termes similaires, il insista presque exclusivement sur les origines celtes dans sa propre pratique, avec une légère connaissance du vaudou, d'autres initiés ont insisté sur les origines hawaïennes ou africaines, ou retracèrent même la lignée jusqu'aux Attacotti, qui était de petits immigrants à la peau foncée de l'Europe du Sud qui s'établirent probablement en Écosse il y a des milliers d'années. Gwydion acheta plus tard un terrain de 55 arpents (223 000 m2) dans le comté de Mendocino et y déménagea ; il en fit don par la suite à l'Église de tous les mondes et travailla des rituels psychédéliques vaudous et chamaniques. Gwydion produisit un grand nombre d'articles, de rituels, poèmes et de chansons avant sa mort en 1982[15]. Une lignée de Feri descend de lui, on la connaît sous le nom de Watchmaker. On ne connait pas beaucoup de cette lignée dont les pratiquants sont très reclus.

- Alison Harlow fut initiée par Victor et Gwydion au début des années 1970. Elle réalisa le troisième degré de l'initiation gardnérienne des années après son initiation Feri, elle amena ainsi un courant de wicca gardnérienne à sa lignée, Vanthi. Le coven originel de cette lignée, Wings of Vanthi, se disloqua, certains des membres du coven originel travaillent toujours dans un coven du nom de Vanthe. Alison a été une figure d'influence dans le mouvement néopaïen moderne. Elle mourut en 2004[16].

- Eldri Littlewolf rencontra les Andersons en 1969 et fut initiée à la Feri 4 ans plus tard. Avec Brian Dragon, Gabriel Carillo et Steven Hewell, elle fonda le coven Silver Wheel (plus tard nommé Korythalia, et finalement Bloodrose) au cours de l'hiver 1975-76. Il se disloqua en 1980.

- Gabriel Carillo, ou Caradoc, commença par enseigner sous le nom de Bloodrose, qui fut également le nom du coven où il enseignait. Il s'agit peut-être de la branche la plus influente de la Feri, BloodRose comportait initialement des ouvrages coécrits par Carillo et Hewell, élargis par la suite par Carillo. Il mourut le 1er janvier  2007[17].

- Steven Hewell, initiée par Anderson en 1976, vit actuellement à Atlanta où elle enseigne. Son enseignement se concentre sur le noyau dur des pratiques de la Feri, tout en incorporant des éléments de magie populaire du Sud[17].

- Compost Coven, fondée par la prêtresse Starhawk, fut constitué au début des années 1970. Étudiante ponctuelle des Andersons, Starhawk, avec les membres de son coven a combiné plusieurs traditions de Sorcellerie avec des éléments originaux et une politique féministe, créant un réseau de style unique qui devait avoir une influence majeure sur le développement du paganisme moderne. Le coven original s'est disloqué depuis lors mais continue de vivre dans le cercle (non feri) de "the Winged Toads" et dans la lignée Feri DustBunnies où Valerie Walker enseigne. Starhawk a aidé ensuite à organiser la tradition sorcière néopaïenne militante.

- Le coven de Mandorla a été fondé par des initiés de Victor et Cora Anderson, et enseigne une forme de la Feri connue sous le nom de Vicia[18]. cette lignée utilise de la matière enseignée par This les Andersons dans les années 1980 et 1990 et diffère quelque peu de ce que l'on enseigne aujourd'hui en matière de Feri. Ils retracent leur lignée directement jusque Victor and Cora. Ils ont tendance à initier d'abord et à enseigner ensuite, et leurs pratiques sont largement improvisées, il y a moins d'écrits que certaines[19].

- T. Thorn Coyle est une prêtresse Feri militante qui étudia directement avec Victor Anderson. Elle mélange plusieurs influences dans sa lignée, proposant des ateliers de deux ans dans des villes du monde entier. Elle est l'auteur du livre Evolutionary Witchcraft.

- Reclaiming Feri est une lignée de la Feri qui intègre la Feri et la Tradition Militante. Deborah Oak Cooper, initiée dans les deux traditions, enseigne et initie au départ de ses propres perspectives. Deborah Oak a été membre des Militantes dès les premiers jours, membre à la fois des covens Windhags et  Matrix en compagnie de Starhawk, Rose May Dance, et d'autres. Elle se rendit aussi au coven Triskets, en même temps que Thorn Coyle. Coven Triskets se constituait d'un petit groupe de prêtresses militantes et d'enseignantes qui étudiaient la Feri. Ce coven joua un rôle en infusant à la Tradition Militante le rayonnement particulier de la Feri.

- FireDrakeFeri est une lignée de la Feri développée par J'té Argent et Alison Harlow, dans laquelle elles ont enseigné ensemble et cocélébré, à partir de 1993, deux ans après que J'té a commencé à étudier avec Alison. J'té Argent enseigne actuellement à Santa Cruz, en Californie; la FireDrakeFeri combine l'enseignement du coven des Wings of Vanthi Coven, de Grandma Julie, de the Tower family, ainsi que les travaux souterrains et d'outremonde de "the Great Redwoods".

- Storm Faerywolf est artiste, poète, écrivain et enseignant initié à l'origine dans la lignée des Bloorose de la Feri. Il a étudié d'autres formes de la tradition qu'il a incorporées dans sa propre lignée, Bluerose qui se concentre sur la pratique centrale de la Feri, la transe, l'expression artistique, la possession, le mysticisme érotique et la spiritualité queer. Il est l'auteur de Witch Eye: A Journal of Feri Uprising, l'auteur de The Stars Within the Earth, et l'hôte du website Feri Tradition Community Resources . n

- Anaar fut nommé Grand maître de la Tradition Feri au cours de l'été 2003 par Cora Anderson[20]. Elle fusionne des éléments de la lignée Bloodrose en insistant sur les arts, et enseigne à la fois publiquement et en privé. Elle est l'auteur de The White Wand: Toward a Feri Aesthetic[21].

- Dominic Elemirion, a d'abord enseigné selon les méthodes pre-Bloodrose mais, initié par Valérie Voight dans le milieu des années 1980, il fonda le coven StarChild qui prit le nom elfique lignée d'Elencin. (Elencin, dans la langue elfique Quenya signifie "StarChild") Les séances sont un peu plus cérémonielles, avec un grand espace pour la pratique et l'expérience de l'extase. On y emprunte des techniques de Religions Traditionnelles Africaines, tels que le chant et la danse lors de rituels afin d'accomplir l'union au divin. Dominc propose à la fois des classes et de l'apprentissage selon l'étudiant.

- Karina est une initiée feri qui retrace sa lignée, BlackHeart, jusqu'aux Andersons. Elle enseigne à la fois en Nouvelle Angleterre et par internet, diffusant les enseignements de base de la feri dans un esprit éclectique et chamanique[22].

## Livres et Publications
- Victor Anderson's Thorns of the blood rose is a collection of his poetry, much of which has found its way into the liturgies and rituals of the tradition. A companion volume, Lilith's Garden, is another collection of mostly liturgical poetry, including some that was considered too "scandalous" for inclusion in the original volume. His book Etheric Anatomy: The Three Selves and Astral Travel' (Acorn Guild Press) is a look at the psychic structure of the human being, with intuitive insights into some of the practices of Feri magick.
- Cora Anderson's Fifty Years in the Feri Tradition is a book of musings about the Feri tradition and community. Her book, Childhood Memories, is a memoir of her life[23].
- Anaar's The White Wand is a look at the artistic foundations of Feri. Also includes an interview with Victor Anderson.
- Storm Faerywolf's The Stars Within the Earth' is a collection of liturgical poetry, visual art, and spells inspired by the work and mythos of Feri.
- T. Thorn Coyle's Evolutionary Witchcraft is a training manual in Morningstar Feri written primarily for a non-Feri, Pagan audience. Contains poetry, exercises, and lore.
- Witch Eye: A Journal of Feri Uprising is a twice-yearly paper magazine of art, articles, and lore inspired and/or informed by the Feri tradition of witchcraft.
- By Witch Eye: Selections from the Feri Uprising, Vol. 1 is an anthology of selections from the first seven (and now out-of-print) issues of Witch Eye as well as some never before published material.
- Pictish orthodox Druidism, Ray Hess (2015)